# Seefahrtschule Bremerhaven
Die Seefahrtschule Bremerhaven war eine Abteilung, später ein Institut der Seefahrtschule der Freien Hansestadt Bremen in Geestemünde.

## Geschichte
In der Bussestraße, auf der Deichkrone an der Einfahrt zum Handelshafen, entstand 1879 eine Navigationsschule. 1884 wurde sie zum Städtischen Technikum. Beim 1910 gebauten Anleger der Blexen-Fähre gelegen, hieß sie seit 1916 Seefahrtsschule Geestemünde. 1934 wurde daraus die Vereinigte Seefahrts- und Seemaschinistenschule Wesermünde und 1938 die Reichsseefahrtsschule Wesermünde-Cuxhaven. Bei den Luftangriffen auf Wesermünde brannte das Gebäude 1944 ab. 1952 wurde am selben Standort ein Neubau errichtet. Die Seefahrtschule war ab 1947 die Abteilung Bremerhaven der Seefahrtsschule Bremen.
Nach dem Zweiten Weltkrieg waren viele nautische Offiziere in andere Berufe gegangen oder für die Seefahrt zu alt geworden. Zwischen 1952 und 1959 verdoppelte sich hingegen die Zahl der Schiffe unter deutscher Flagge. So ergab sich ein zunehmender Mangel an Nautikern der Großen Fahrt. In Bremerhaven und seiner Umgebung wollten noch manche Seeleute an einem nautischen Lehrgang teilnehmen; da sie sich aber den Besuch einer auswärtigen Schule nicht leisten konnten, ergab sich der Wunsch, an der Abteilung B der Seefahrtschule der Freien Hansestadt Bremen in Bremerhaven auch Lehrgänge für die Große Fahrt durchzuführen. Die Stadtverwaltung und die Industrie- und Handelskammer unterstützten  den Wunsch nach Kräften. So begann am 8. April 1953 der erste Lehrgang zum Seesteuermann auf Großer Fahrt (A5) und am 5. Oktober 1953 ein solcher zum Kapitän auf Großer Fahrt (A6). 1954 liefen sechs Lehrgänge, davon zwei für A6. 1958 wurde ein zweisemestriger A5-Lehrgang für künftige Steuerleute eingerichtet. Das 3. Semester und der Erwerb des Befähigungszeugnisses zum Seesteuermann auf Großer Fahrt konnte nach zweijähriger Fahrenszeit nachgeholt werden. 1960 bot die Schule Ausbildungsgänge für die Patente A6, A5, A4, B5, A2, B2 und Lehrgänge zum Erwerb des Seefunksonderzeugnisses an.

### Erweiterung

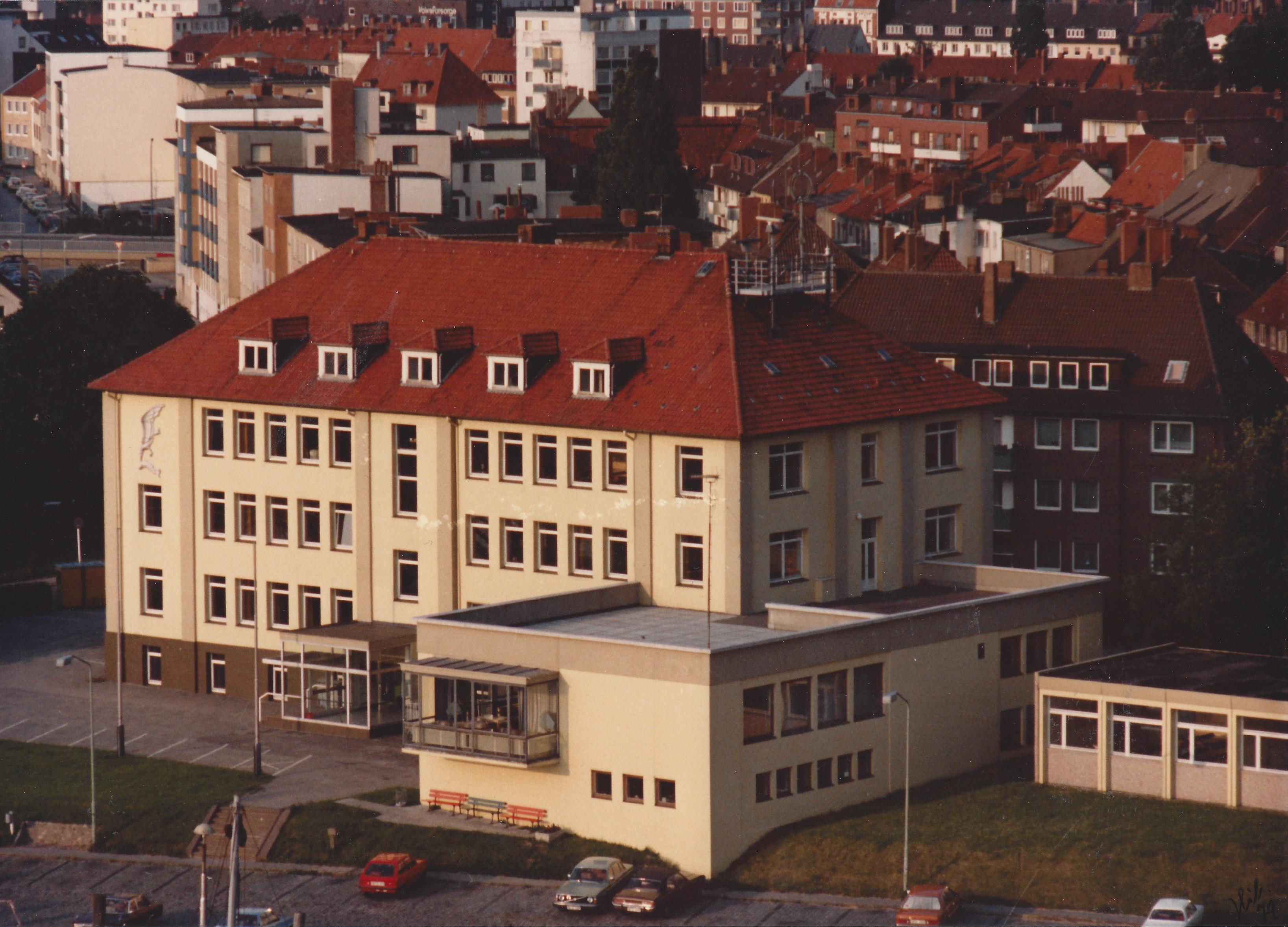
Seefahrtschule Bremerhaven (1979)

Nachdem sechs weitere Lehrkräfte eingestellt worden waren, bezog die Schiffsingenieurschule am 1. August 1960 ihr neues Gebäude in der Columbusstraße 21. Die dadurch frei gewordenen Räumlichkeiten konnte die Seefahrtschule nutzen. Im trotzdem nötigen Anbau von 1961 entstanden die Beobachtungsterrasse und das Planetarium, das auch allgemeinbildenden Schulen und der Volkshochschule zur Verfügung stand. Es wurde 2010 erneuert und steht der Allgemeinheit offen.
1965 folgten die Pausenhalle, der Raum für den Radarsimulator, neue Werkräume und eine Erweiterung der Beobachtungsterrasse. Die weserseitigen Räume im Untergeschoss wurden für den Unterricht in Chemie und Seemannschaft hergerichtet.

### Der Weg zur Hochschule
In den 1960er Jahren fühlten sich die Studenten der höheren Fachschulen gegenüber gleichartig Ausgebildeten in anderen EU-Staaten benachteiligt. Sie forderten eine sechssemestrige Ausbildung. Nach jahrelanger Vorbereitung und unter maßgeblicher Mitwirkung der beiden Abteilungen und des Bremer Oberseefahrtschuldirektors einigten sich die bundesdeutschen Seefahrtschulen im Herbst 1967 auf neue Unterrichtsziele und Lehrpläne. 1968 wurden die Seefahrtschule und alle anderen höheren Fachschulen im Bundesland Freie Hansestadt Bremen zu Akademien umgewandelt.
Das bremische  Fachhochschulgesetz von 1970 führte zur Umbenennung der Seefahrtsakademie in Hochschule für Nautik Bremen mit dem Institut Bremerhaven. Noch im September 1970 konstituierten sich die Selbstverwaltungsgremien, die Vollversammlung und der Akademische Rat. Im Spätsommer 1970 verabschiedete der Deutsche Bundestag die neue Schiffsbesetzungs- und Ausbildungsverordnung (SBAO), die zunächst die Arbeit dieser Gremien bestimmte. In heftigen Diskussionen über Lehrformen und Lehrinhalte wünschten die Studenten eine Ausbildung über die rein seefahrtsbezogenen Fächer hinaus, um ihre Berufsaussichten zu verbessern. Gleichzeitig wurde befürchtet, dass die Einführung des neuen Befähigungszeugnisses für die „Mittlere Fahrt“ nach der SBAO den Wirkungsbereich der A6-Kapitäne einengte. Schließlich einigte man sich auf 6 Semester für Kapitän auf Großer Fahrt (AG), 4 Semester für Kapitän auf Mittlerer Fahrt (AM), 3 Semester für Kapitän auf Kleiner Fahrt (AK) und 4 Semester für Kapitän in Großer Hochseefischerei (BG). Der erste sechssemestrige Studiengang verließ das Institut Bremerhaven im Juni 1973. Die Absolventen durften sich Diplom-Nautiker nennen. Um auch den AM-Kapitänen das Befähigungszeugnis AG und damit den Hochschulgrad zu ermöglichen, wurden mit dem Bundesministerium für Verkehr neue Ausbildungsmöglichkeiten geschaffen. Mit ihnen machte sich das Institut Bremerhaven der Hochschule für Nautik Bremen zum Vorreiter für das Bundesgebiet. 1975 entließ es die ersten Absolventen.

### Kampf um die Selbständigkeit
Als seit 1972 immer mehr Schiffe ausgeflaggt wurden, sank in ganz Westdeutschland die Zahl der AG-Bewerber und bald auch der Interessenten an den anderen Studiengängen. Deshalb wurde erwogen, die nautische und maschinentechnische Ausbildung nach Bremen zu verlegen. Dem konnte man sich vonseiten der Schule und der Stadt erfolgreich widersetzen; denn inzwischen waren zwei völlig neue Studiengänge entwickelt worden, nämlich Transportwesen und Betriebs- und Versorgungstechnik.  Die beiden Fachbereiche (Nautik und Schiffsbetriebstechnik) wollten deshalb die organisatorische Selbständigkeit wiederherstellen, die sie vor dem Zweiten Weltkrieg gehabt hatten. Mit der Gründung der
Hochschule Bremerhaven am 1. September 1975 waren die Bemühungen erfolgreich.

## Leitung

### Direktoren und Leiter
- 1879–1903: Adolf Jungclaus, Kapitän
- 1904–1910: Joachim Prahm
- 1910–1916: Franz Kornmehl
- 1918–1921: Leopold Fellmer
- 1921–1922: Otto Steppes, danach Direktor in Hamburg[4]
- 1922–1925: Berthold Soeken, danach Direktor in Altona[5]
- 1925–1933: Wilhelm Reuter, Kapitän, vorher Apenrade und Leer, danach erster Leiter der Seefahrtsschule in Altona
- 1933–1934: Gerhard Zwiebler, danach Direktor in Leer und Stettin
- 1934–1939: Carl Dittmer, danach Direktor in Leer
- 1939–1945: August Fleschner, Korvettenkapitän d. R. in der Kriegsmarine
- 1946–1951: Julius Preuss
- 1951–1963: Martin Berger
- 1963–1971: Karl Terheyden
- 1971–1975: Erwin Mücke

### Ständige Vertreter des Oberseefahrtschuldirektors in Bremen
- 1947–1948: Karl Heidtmann
- 1948–1950: August Fleschner
- 1950–1956: Seefahrtoberlehrer Wilhelm Ahrenholz (1888–1956)
- 1957–1963: Oberstudienrat Dr.-Ing. Karl Terheyden, danach Oberseefahrtschuldirektor in Bremen
- 1963–1965: Oberstudienrat Georg Kuester
- 1965–1971: Oberstudienrat Friedrich-Wilhelm Krieger
- 1971–1975: Prof. Frerich van Dieken[6]

### Direktoren und Leiter der Schiffsingenieurs- und Seemaschinisten-Schule
- 1884–1887: Direktor Benedix
- 1887–1921: Direktor Brockshus
- 1921–1926: Direktor Prof. Schneider
- 1903–1926: Marine-Oberingenieur Eckhard, Leiter der Maschinistenschule
- 1926–1927: Marine-Oberingenieur Dietrich, Leiter der Maschinistenschule
- 1927–1930: Direktor Reuter
- 1930–1932: Direktor Dittmer
- 1932–1938: Schiffsingenieur Storck
- 1938–1946: Oberbaurat Starke
- 1946–1952: Oberbaurat Fehsenfeld
- 1952–1956: Baurat Kehdenburg
- 1956–1964: Baurat Schliekau
- 1964–1972: Diplom-Ingenieur Rabien
- 1972–1975: Diplom-Ingenieur Schaffer